# 126315 Bláthy
A 126315 Bláthy (ideiglenes jelöléssel 2002 AH130) a Naprendszer kisbolygóövében található aszteroida. Sárneczky Krisztián és Heiner Zsuzsanna fedezték fel 2002. január 13-án.
Nevét Bláthy Ottó Titusz (1860 – 1939) gépészmérnök, feltaláló után kapta.